# Sandra Romain

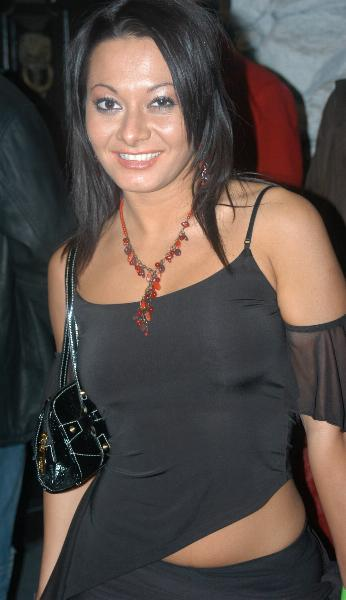
Sandra Romain (2005)

Sandra Romain (* 26. März 1978 in Timișoara; bürgerlich Marioara Cornelia Popescu) ist eine rumänische Pornodarstellerin. Sie hat bereits in mehr als 600 Filmen mitgespielt und ist mit mehr als 350 Analverkehr-Szenen die aktivste Darstellerin dieses Genres.

## Leben und Karriere
Nachdem Romain 2001 von der Agentur Floyd entdeckt wurde, arbeitete sie zunächst bis 2005 in der europäischen Pornobranche, bevor sie in die USA zog. Sie wurde von Mark Spiegler (Spiegler Girls) und Derek Hay von der Agentur LA Direct Models sowie vom schwedischen Regisseur Mikael Grundström vertreten. Sie wurde unter anderem für ihre Darstellung in dem preisgekrönten Film Manhunters von Wicked Pictures ausgezeichnet. Sie spielte auch in Fashionistas Safado – The Challenge, der Fortsetzung des preisgekrönten Films The Fashionistas von John Stagliano und in College Invasion sowie im ersten und zweiten Volume von Neo Pornographia von Michael Ninn. Seit 2005 dreht sie regelmäßig BDSM-Szenen für die Webseiten von Kink.com.
Romain war von 1995 bis 2012 mit Paul Popescu verheiratet.

## Filmografie (Auswahl)
- 2003: In the Garden of Shadows
- 2005: Darkko’s Anal Showdown: Katja vs Lauren
- 2005: Neo Pornographia 1, 2
- 2005–2007: Belladonna: No Warning 1, 3
- 2005: Blow Me Sandwich 7
- 2006: Bang Bus 15
- 2006: Suck It Dry 2
- 2006: Ass Jazz 3
- 2006: Corruption
- 2006: Fashionistas Safado – The Challenge
- 2006: College Invasion 8
- 2006: Manhunters
- 2006: Big Wet Asses 8
- 2007: Upload
- 2007: Evil Pink 3
- 2006–2008: Slutty and Sluttier 1, 5, 7

## Auszeichnungen
- 2006: AVN Award Best Sex Scene in a Foreign-Shot Production in Euro Domination, zusammen mit JYL, Kid Jamaica und Nick Land
- 2007: AVN Award Best Anal Sex Scene – Film in Manhunters, zusammen mit Jada Fire und Brian Surewood
- 2007: AVN Award Best Three-Way Sex Scene in Fuck Slaves, zusammen mit Sasha Grey und Manuel Ferrara
- 2007: AVN Award Best Group Sex Scene – Video in Fashionistas Safado – The Challenge, zusammen mit Belladonna, Melissa Lauren, Jenna Haze, Gianna, Adrianna Nicole, Flower Tucci, Sasha Grey, Nicole Sheridan, Marie Luv, Caroline Pierce, Lea Baren, Jewell Marceau, Jean Val Jean, Christian XXX, Voodoo, Chris Charming, Erik Everhard, Mr. Pete und Rocco Siffredi
- 2007: AVN Award Best Sex Scene in a Foreign-Shot Production in Outnumbered 4, zusammen mit Isabel Ice, Dora Venter, Cathy, Karina, Nicol, Puma Black, Erik Everhard, Steve Holmes und Robert Rosenberg
- 2007: Premio Ninfa Most Original Sex Sequence in Fashionistas Safado – The Challenge, zusammen mit Melissa Lauren, Belladonna, Jenna Haze, Gianna Michaels, Rocco Siffredi und Jean Val Jean